# Engelbrechts (Gemeinde Großgöttfritz)
Engelbrechts ist eine Ortschaft und eine Katastralgemeinde der Marktgemeinde Großgöttfritz im Bezirk Zwettl in Niederösterreich.

## Geografie
Das Dorf befindet sich südöstlich von Großgöttfritz und ist über die Landesstraße L8262 erreichbar. Nördlich des Ortes liegt der Auberg (811 m ü. A.) mit der Aubergwarte.

## Siedlungsentwicklung
Zum Jahreswechsel 1979/1980 befanden sich in der Katastralgemeinde Engelbrechts insgesamt 21 Bauflächen mit 12.000 m² und 24 Gärten auf 24.744 m², 1989/1990 gab es 22 Bauflächen. 1999/2000 war die Zahl der Bauflächen auf 66 angewachsen und 2009/2010 bestanden 29 Gebäude auf 69 Bauflächen.

## Geschichte
Laut Adressbuch von Österreich waren im Jahr 1938 in Engelbrechts ein Schuster, ein Viktualienhändler und mehrere Landwirte ansässig.

## Bodennutzung
Die Katastralgemeinde ist landwirtschaftlich geprägt. 141 Hektar wurden zum Jahreswechsel 1979/1980 landwirtschaftlich genutzt und 137 Hektar waren forstwirtschaftlich geführte Waldflächen. 1999/2000 wurde auf 140 Hektar Landwirtschaft betrieben und 138 Hektar waren als forstwirtschaftlich genutzte Flächen ausgewiesen. Ende 2018 waren 138 Hektar als landwirtschaftliche Flächen genutzt und Forstwirtschaft wurde auf 138 Hektar betrieben. Die durchschnittliche Bodenklimazahl von Engelbrechts beträgt 24 (Stand 2010).